# Donzère
Donzère is een gemeente in het Franse departement Drôme (regio Auvergne-Rhône-Alpes). De plaats maakt deel uit van het arrondissement Nyons. In de gemeente ligt spoorwegstation Donzère. Donzère telde op 1 januari 2022 5.981 inwoners.

## Geschiedenis
De plaats is ontstaan rond een klooster dat omstreeks 675 gesticht werd en in 689 de regel van de heilige Benedictus aannam. In de middeleeuwen was Donzère een ommuurde plaats. Pas in 1513 kreeg Donzère stadsrechten. In de zestiende eeuw kende de stad veel oorlogsgeweld, vooral tijdens de Hugenotenoorlogen.
Van het einde van de vijftiende eeuw tot het begin van de negentiende eeuw had de stad een rivierhaven op de Rhône. Deze haven kende haar bloeitijd in de achttiende eeuw, toen ook nieuwe haveninfrastructuur werd gebouwd. Daarnaast was de landbouw belangrijk met de teelt van meekrap en zijderupsen en de wijnbouw. Halfweg de negentiende eeuw kwam er industrie in de gemeente. Tussen 1895 en 1978 was hier de chocoladefabriek Aiguebelle actief.

## Geografie
De oppervlakte van Donzère bedraagt 32,06 vierkante kilometer; de bevolkingsdichtheid is 185 inwoners per km² (per 1 januari 2019).
De gemeente ligt op de linkeroever van de Rhône. Het kanaal Canal de Donzère-Mondragon loopt door de gemeente. 

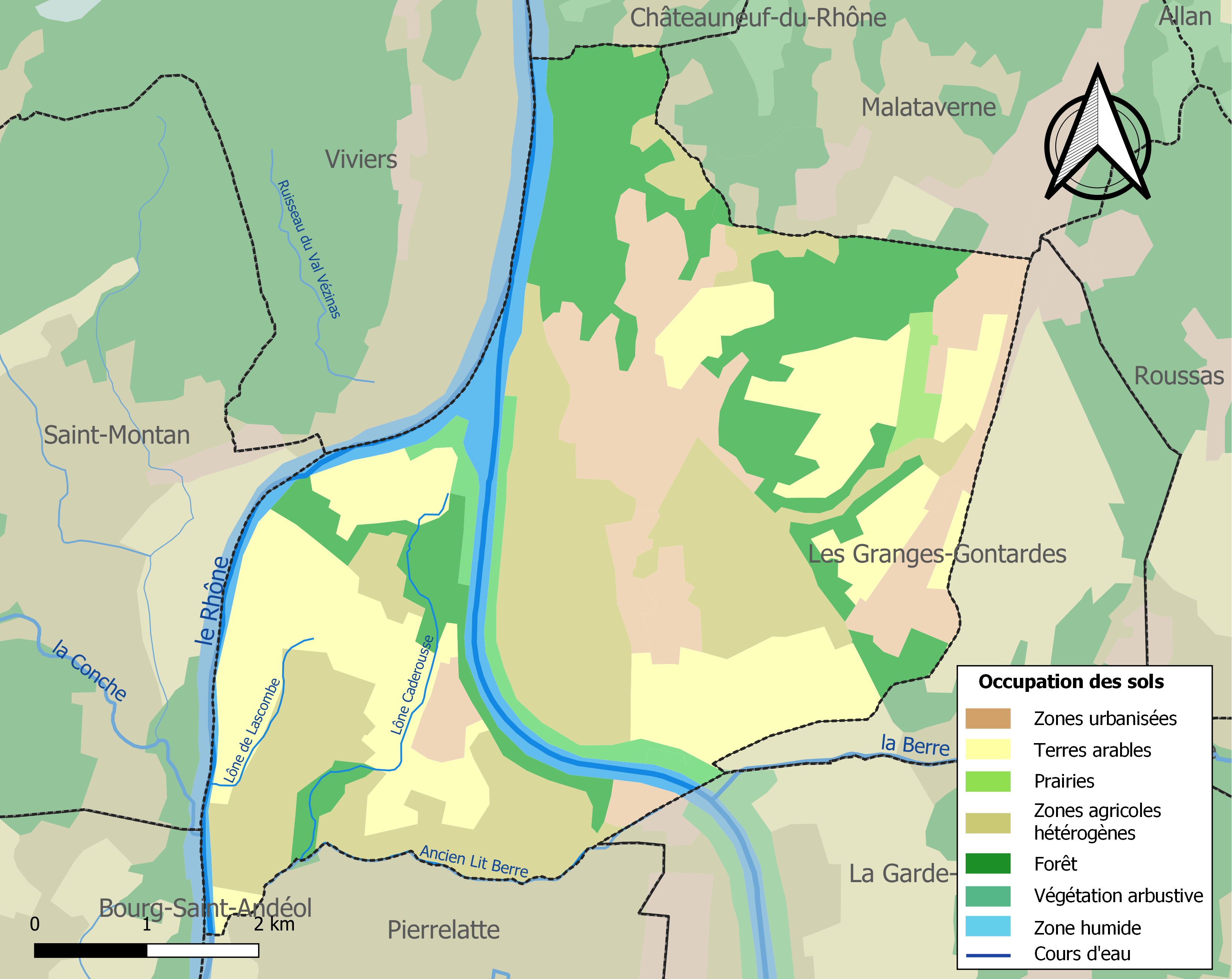
Kaart van de gemeente met belangrijkste infrastructuur, bodemgebruik en omliggende gemeenten

## Demografie
In de jaren tachtig van de negentiende eeuw telde de gemeente ongeveer 1.400 inwoners. Onderstaande figuur toont het verloop van het inwonertal (bron: INSEE-tellingen).

## Afbeeldingen

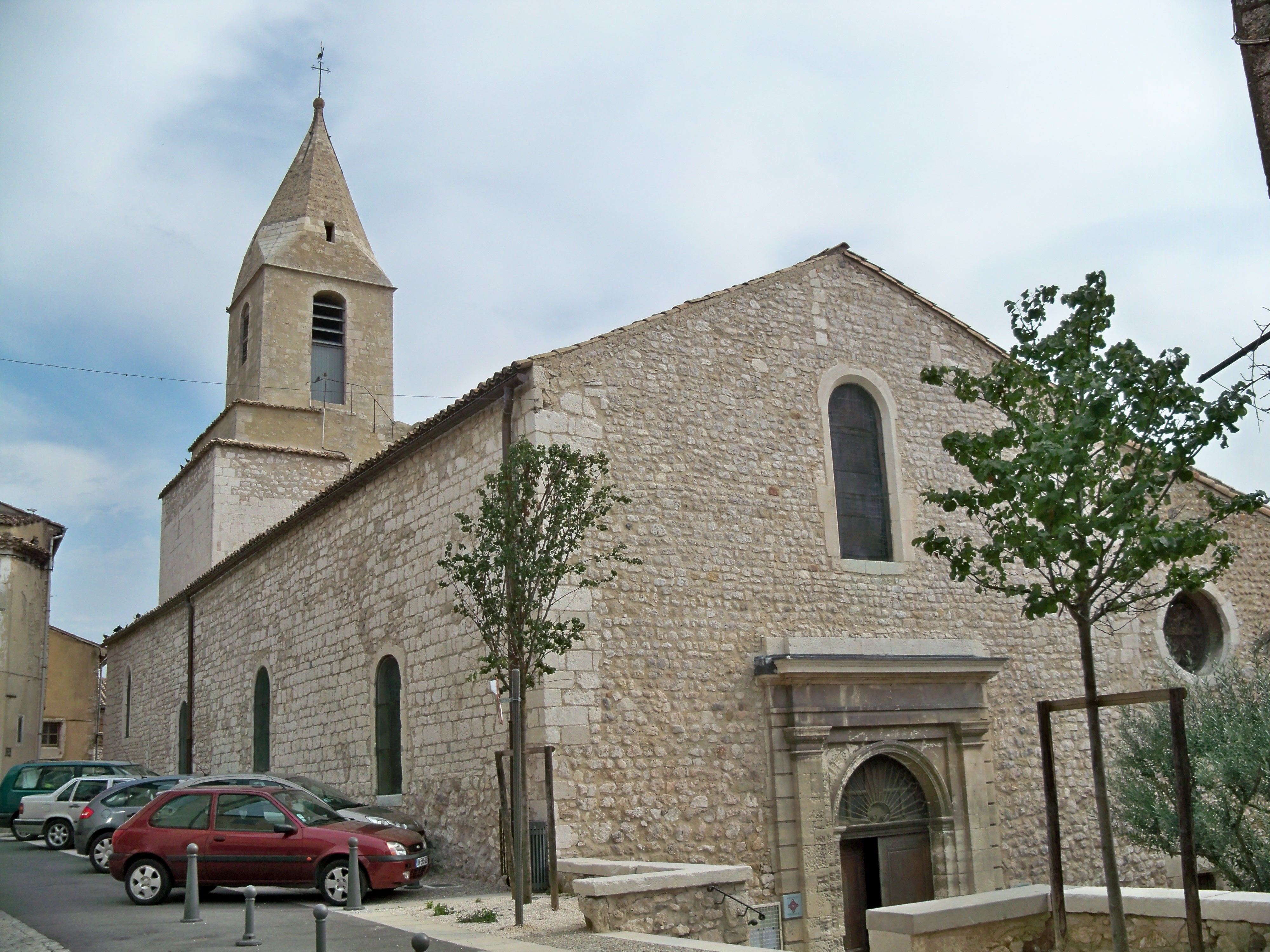
Saint-Philibertkerk
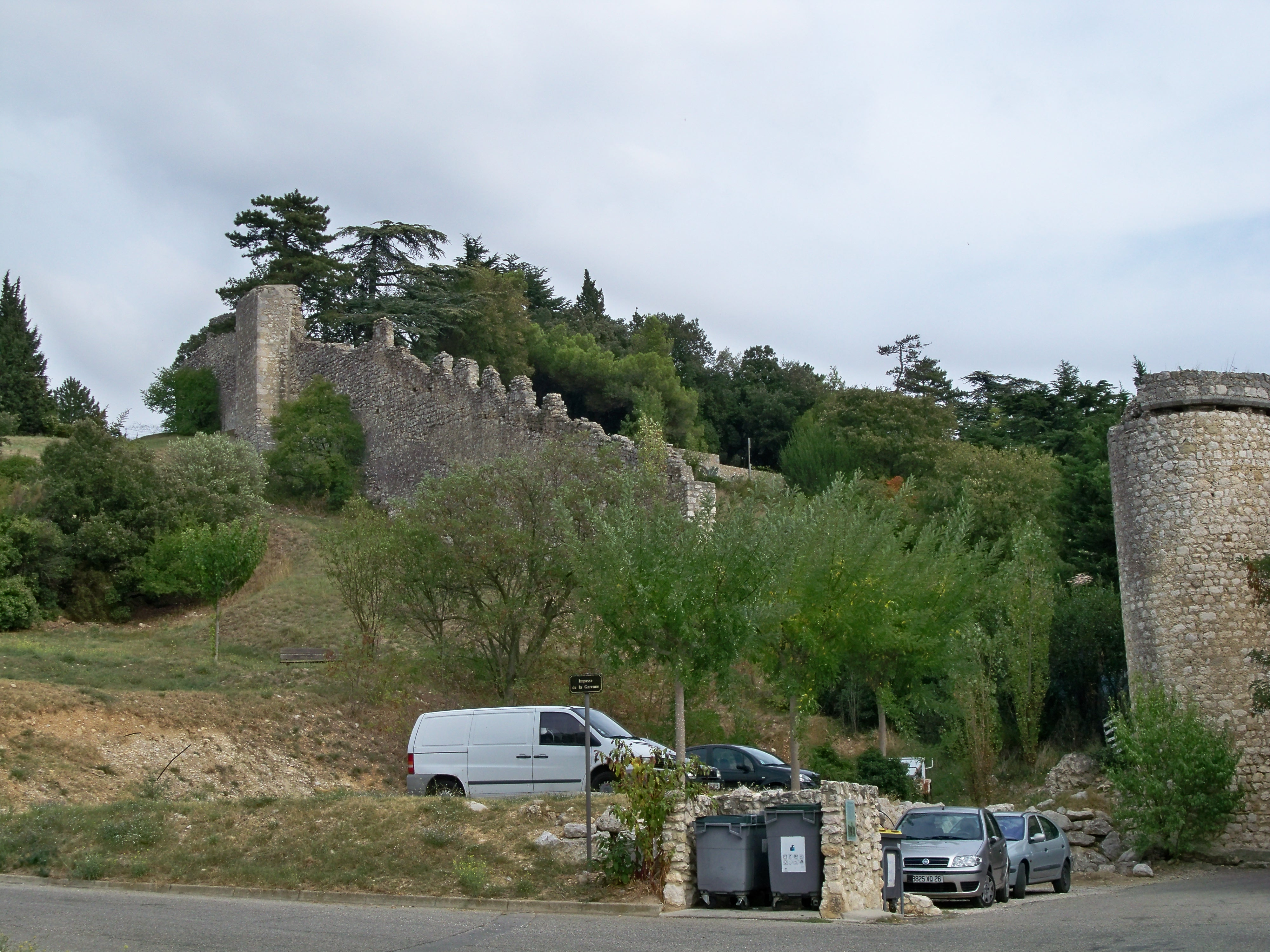
Stadsmuur
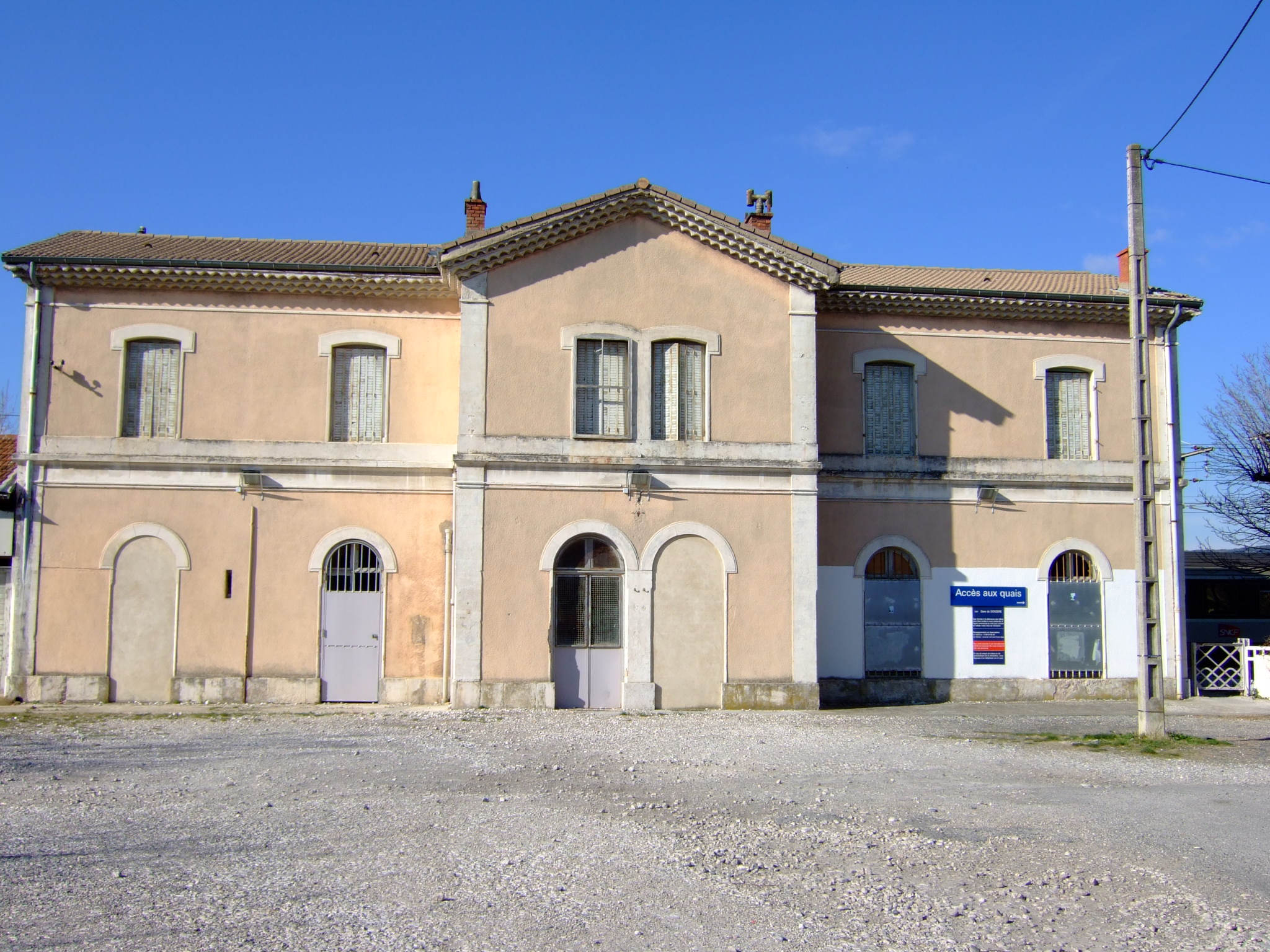
Station
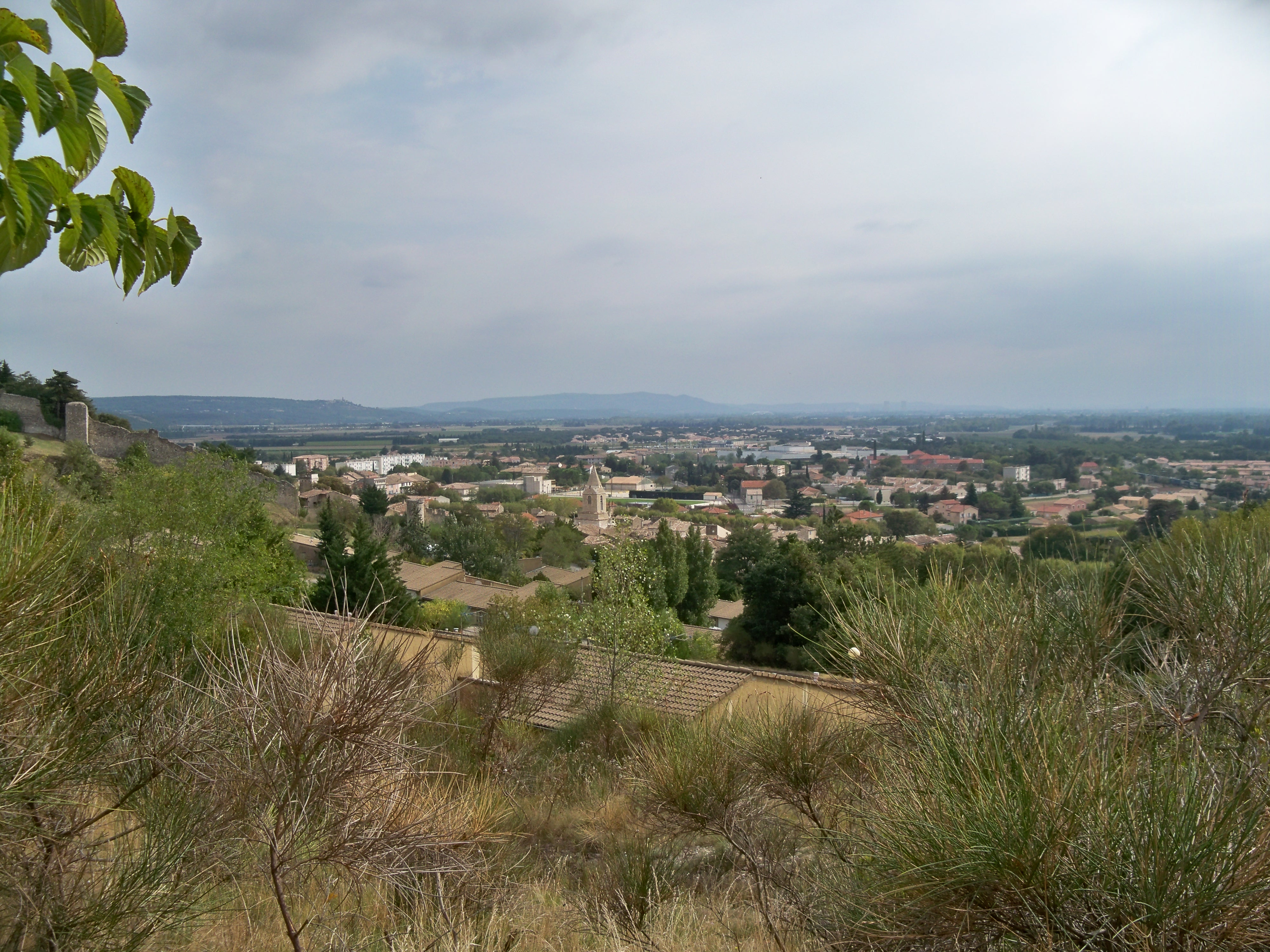
Gezicht op Donzère
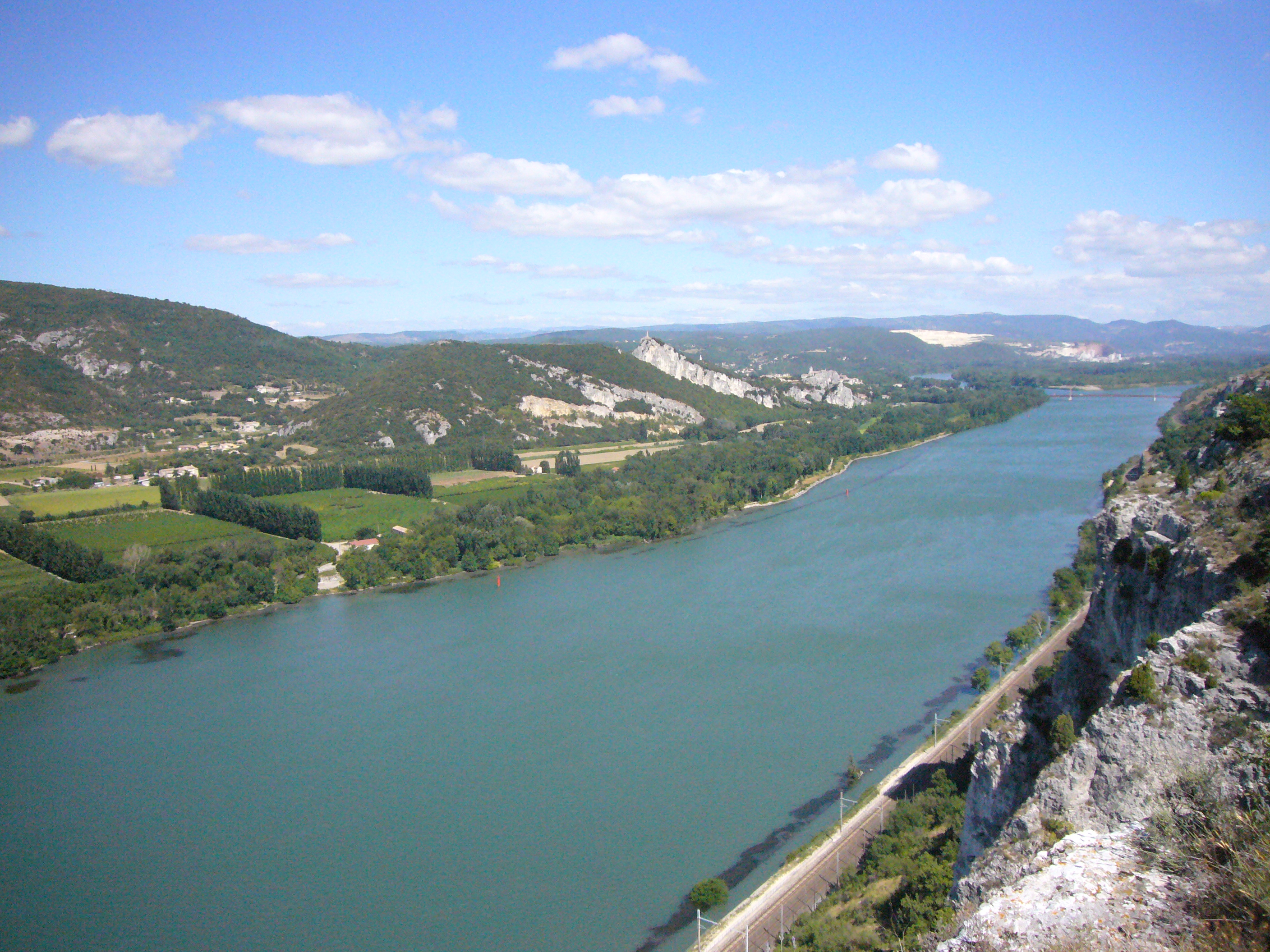
De Rhône bij Donzère

## Bezienswaardigheden
De Villa du Molard was een grote landbouwonderneming in de Gallo-Romeinse periode. De resten van deze Romeinse villa zijn beschermd als monument historique.
De Saint-Philibertkerk (twaalfde eeuw) werd gebouwd in provençaals-romaanse stijl. Delen van de stadsomwalling met de stadspoorten Porte de l’Argentière en de Porte de la Fontaine zijn bewaard gebleven.